# Distretto di Archi
Il distretto di Archi è un distretto dell'Afghanistan appartenente alla provincia di Konduz. Viene stimata una popolazione di circa 99.000 abitanti.